# هولی‌جینگ

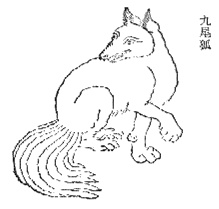
روباه نه‌دم، از نسخه چینگ جینگ شان چینگ های

هولی‌جینگ (به چینی: 狐狸精) در اسطوره‌شناسی چینی به ارواح روباه‌هایی گفته میشود که شبیه به اجنه‌های اروپایی هستند، هولی‌جینگ امکان ارتباط با ارواح خوب و بد را دارد.
در اسطوره‌شناسی چینی اعتقاد بر این است که هر چیزی قادر است به اشکال انسانی درآید، به قدرت جادویی و جاودانگی دست پیدا کند، به شرطی که آنها دریافت انرژی کافی داشته باشد.